# كريستيان إيسيل
كريستيان إيسيل (بالإنجليزية: Christian Essel)‏ هو لاعب كرة قدم ليبيري في مركز الوسط، ولد في 11 يونيو 1985 في مونروفيا في ليبيريا. شارك مع منتخب ليبيريا لكرة القدم. أما مع النوادي، فقد لعب مع نادي باميندا.

## وصلات خارجية
- كريستيان إيسيل على موقع قاعدة بيانات كرة القدم.إي يو (الإنجليزية)
- كريستيان إيسيل على موقع ناشيونال فوتبول تيمز (الإنجليزية)